# Suillia polystigma
Suillia polystigma är en tvåvingeart som först beskrevs av Wulp 1897.  Suillia polystigma ingår i släktet Suillia och familjen myllflugor. Inga underarter finns listade i Catalogue of Life.